# Deudorix hypargyria
Deudorix hypargyria is een vlinder uit de familie van de Lycaenidae. De wetenschappelijke naam van de soort is, als Rapala hypargyria, voor het eerst geldig gepubliceerdin 1893 door Elwes.